# 阿马尼亚克
阿马尼亚克（法語：Armagnac，法語發音：[aʁmaɲak] ⓘ），又譯雅文邑，是历史上加斯科涅行省中的一个区划，也是一个传统地区，大致位于今热尔省（属奥克西塔尼大区）与朗德省（属新阿基坦大区）东部。其主要城镇与历史上的首府是埃欧兹。阿马尼亚克伯国历史上的首府是莱克图尔，在蒙托邦财政区建立后，这里仍然是阿马尼亚克辖区的行政中心。该地因生产以其名命名的雅文邑白蘭地而闻名于世。